# Andrew Yang
Andrew Yang, född 13 januari 1975 i Schenectady, New York, är en amerikansk entreprenör och grundare av Venture for America. Han kandiderade i demokraternas primärval inför det amerikanska presidentvalet 2020.
Andrew Yangs föräldrar, Kei Hsiung Yang och Nancy Yang, emigrerade från Taiwan till New York på 1960-talet. Efter ungdomsåren studerade han sedan vid Brown University och Columbia Law School. År 2000 startade han upp Stargiving, en webbplats för filantropisk insamling. 2005 gick han över till Manhattan Prep, ett företag som 2011 köps upp av Kaplan, varefter han istället grundade organisationen Venture for America. Den organisationen ledde han fram till mars 2017, då han avgick från dess ledning för att istället koncentrera sig på författande och det kommande presidentvalet. 
Andrew Yangs huvudförslag i sin presidentvalskampanj var "The Freedom Dividend", en basinkomst på 1 000 dollar per månad till alla amerikanska medborgare över 18 år. En reform som han hävdade skulle medföra en boost för ekonomin, minskad brottslighet, förbättrad välfärd samt allmänt ökat välbefinnande. Och en idé som han framhöll inte är ny i Amerika, utan som tvärtom föreslagits av såväl Thomas Paine som Martin Luther King, och som även var nära att införas 1971. Denna mycket stora reform, eller omvälvning, ville han bland annat finansiera med införande av mervärdesskatt i USA. Andra framträdande punkter i hans presidentvalskampanj var att han är positiv till kärnkraft med toriumbaserade reaktorer, att han vill avkriminalisera bruket av cannabis, införa privat äganderätt till privat data  och inrätta ett system med så kallade "Democracy dollars". Överföring av 10 procent av USA:s militärbudget till en ny infrastruktursmyndighet var också ett framträdande  förslag liksom att Kongressen, inte presidenten, tar beslut om krigsinsatser. 
Ansökan om att kandidera till uppdraget att bli USA:s näste president, eller rättare sagt att först bli det Demokratiska partiets kandidat, lämnades in i november 2017. I april 2018 kom han ut med boken "The War on Normal People", i vilken han beskrev sin syn på samhällets strukturella förändringar, men också ett antal av sina viktigaste politiska förslag. Bland annat att automatiseringen medför att klyftorna ökar och att många vanliga människor hamnar i samhällets och arbetsmarknadens utkanter. Han uppmärksammade också olika sociala problem, såsom överdoser, självmord och spelmissbruk. Problem som han menar sammanhänger med automatiseringen och dess effekter på arbetsmarknaden och där en generell och ovillkorlig basinkomst är en nyckelreform. 
Under 2019 deltog Andrew Yang i alla sex primärvalsdebatter för det Demokratiska partiet, vilket han kvalificerade sig för genom opinionsundersökningar och tillräckligt antal donatorer. Under dessa debatter tog han upp sina huvudfrågor, kring allt från ekonomi till demokrati och miljö. Han och de andra kandidaterna fick också kommentera riksrätten mot den sittande republikanske presidenten Donald Trump. 2020 deltog han inte i den första debatten, men väl i den andra, caucusen i Iowa samt primärvalet i New Hampshire. Som mest noterades han för åtta procent i en nationell mätning avseende vilken kandidat som Demokratiska väljare helst skulle vilja se som partiets slutliga presidentkandidat. Den 11 februari 2020, i samband med primärvalet i New Hampshire, meddelade han dock att han avbröt sin kandidatur. Detta efter att ha fått fem procent i den första omgången i caucusen i Iowa och endast 2,8 procent i primärvalet i New Hampshire. I samband med nästa presidentvalsdebatt, i Nevada den 19 februari 2020 medverkade han som politisk kommentator och före detta presidentkandidat med att kommentera debatten för CNN:s räkning.  
2012 fick Yang utmärkelsen "Champion of Change" av Barack Obama i Vita huset. 2015 fick han, också i Vita Huset, utmärkelsen "A Presidential Ambassador for Global Entrepreneurship (PAGE)".

## Familj, uppväxt och studier
Andrews Yangs föräldrar, Kei Hsiung Yang och Nancy Yang, emigrerade från Taiwan till USA på 1960-talet och lärde känna varandra i samband med studierna på  Berkeley-universitetet  Kei Hsiung Yang blev doktor i fysik och arbetade sedermera i forskningslaboratorierna för IBM och General Electric. Han lyckades utverka 69 patent i sin karriär för olika tekniska innovationer. Nancy Yang tog masterexamen i statistik, fick tjänst som systemadministratör vid ett lokalt universitet och blev senare även konstnär.
Barn- och ungdomsåren tillbringades i Westchester County, New York, först i Somers, därefter i Katonah. Hobbies på fritiden var bland annat bordrollspelet Dungeons & Dragons, piano och tennis. Andrew Yang var ett av få barn med asiatisk härkomst och har som vuxen sagt att han blev mobbad för sin härkomst, men också för att han var ett av de minsta barnen i klassen efter att ha hoppat över ett år.
Yang tog examen i Exeter 1992 och fortsatte därefter på Brown University, där han studerade ekonomisk statsvetenskap och tog examen 1996. Därefter studerade han vid Columbia Law School med examen 1999.

## Karriär före presidentvalskandidaturen

Venture for America´s logga.

Efter examen från advokatskolan började Yang sin karriär som advokat vid Davis Polk & Wardwell i New York. Han blev dock snabbt missnöjd med arbetet och tyckte att det var väldigt otillfredsställande. Efter endast fem månader lämnade han företaget, fem månader som han efteråt beskrivit som den värsta  tiden i hans liv.
I februari år 2000 startade Yang upp Stargiving, en webbplats för kändis-anknuten filantropisk insamling. Denna filantropiskt inriktade startup drev han under två år ihop med Jonathan Philips, en medarbetare från Davis Polk & Wardwell. Därefter arbetade han under några år för ett IT-företag inom hälsobranschen, MMF Systems, innan han 2005 tog steget till  Manhattan Prep. Parallellt med jobbet på Manhattan Prep. undervisade han även en period på konsultföretaget McKinsey men även på storbankerna Goldman Sachs, JP Morgan och Morgan Stanley, vilket framkom i en intervju på podcasten Freakonomics 2019.
Manhattan Prep. köps upp av Kaplan år 2011, för mer än tio miljoner dollar  och samma år grundar Andrew Yang istället "Venture for America" (VFA). Organisationen, som ofta lyfts fram av Yang själv under sin presidentkandidatur, anordnar bland annat ett tvåårigt studieprogram för akademiker som vill satsa på företagande och entreprenörskap. VFA expanderade efter 2011, till en budget på sex miljoner dollar år 2017 och verksamhet i omkring tjugo amerikanska städer, däribland Kansas City, Atlanta, Baltimore, Birmingham, Charlotte, Cleveland, Columbus, Denver, Miami, Nashville, Philadelphia, Pittsburgh, San Antonio och St. Louis. Bloggandet på Forbes, om entreprenörskap i allmänhet och Venture for America i synnerhet, var en del av marknadsföringen. I mars 2017 avgick Yang som ordförande för Venture for America för att istället framförallt satsa på bokskrivande och sin presidentkandidatur.

## Presidentvalskampanjen 2020

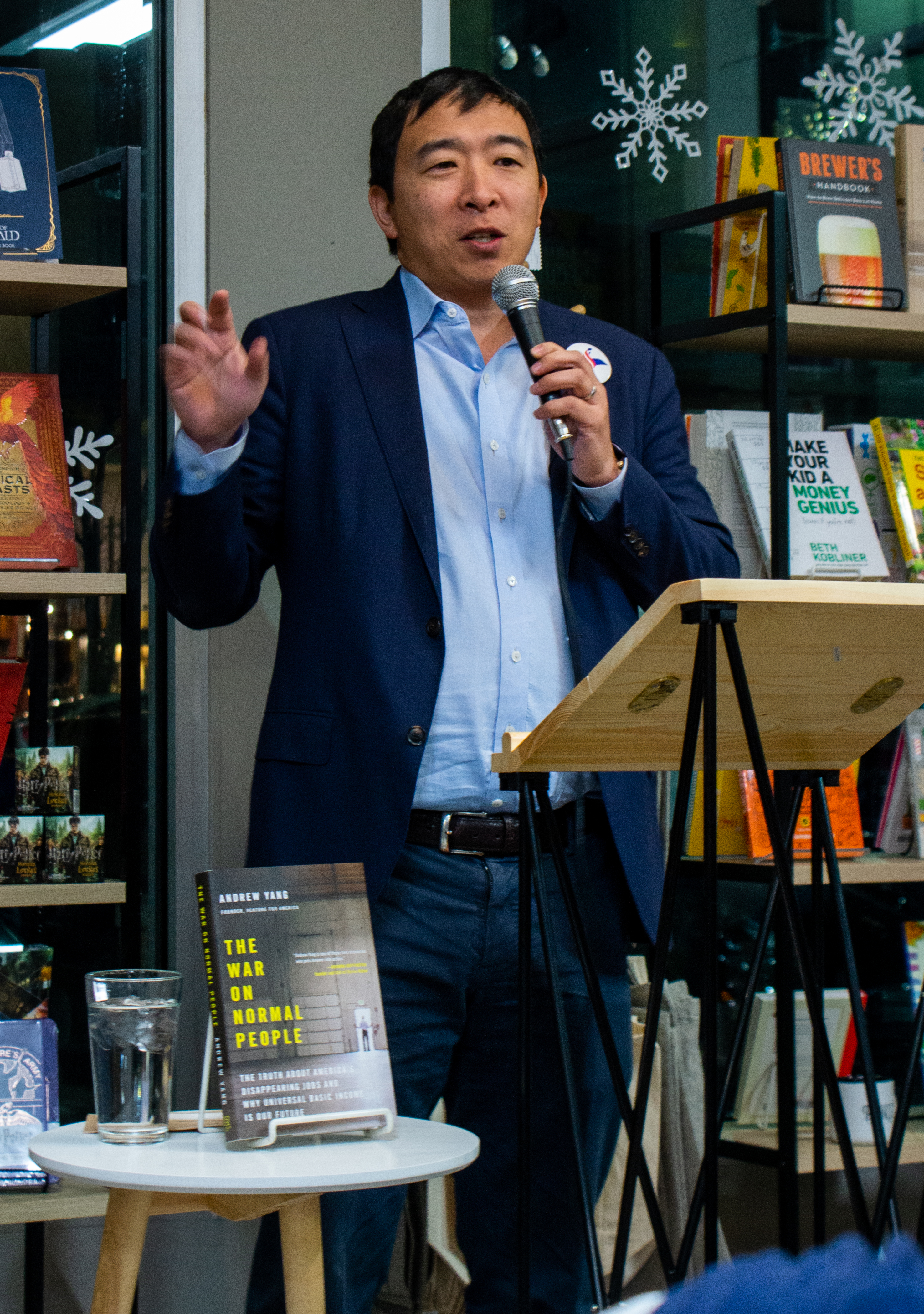
Yang håller ett tal i New Hampshire januari 2019. Hans bok, The War on Normal People, står på bordet intill.

Andrew Yang lämnade in sin ansökan om att kandidera till posten som USA:s president i november 2017. En tid därefter blir han intervjuad på en Thai-restaurang på Manhattan. En intervju där han tar upp självstyrande bilar och att han ser framför sig en miljon arbetslösa lastbilschaufförer, huvudsakligen lågutbildade män, inom endast några år. Den innovationen enbart är tillräcklig för att skapa revolter på gatorna, men en lång rad andra yrken kommer också att försvinna, hävdade Andrew Yang för New York Times i denna sin första intervju som presidentkandidat. Fem månader senare ger han ut  kampanjboken "The War on Normal People". 
I The War on Normal People tecknas en blek bild av dagens Amerika, där allt färre har realistiska möjligheter att "lyckas" och där dataspel alltför ofta blir ett beroendeframkallande substitut för jobben och möjligheterna som inte längre finns, eller som allt mer sällan finns. Yang framhåller att automatiseringen och robotiseringen visserligen gör det möjligt att producera fler varor med samma mängd arbetskraft, att effektiviteten per arbetare höjs. Men eftersom de flesta är beroende av lönearbete för sin inkomst så uppstår stora problem. Människor tillbringar sina liv med att bygga upp CV:n och färdigheter, till priset av stora studieskulder. Färdigheter som senare visar sig vara föråldrade på grund av den snabba tekniska utvecklingen. Något som i sin tur tvingar dem till arbetsmarknadens utkanter där det är ännu mer trångt och svårt att hitta jobb. Automatiseringen, menar Yang, har visserligen gett enorma fördelar för de som äger maskinerna och de som lånar ut pengar för att finansiera maskiner. Och några få som har råkar ha rätt kompetens har kunnat få underbara jobb. Men för alla övriga, dem Yang kallar "normala människor", har automatiseringen snarare gett både lägre löner och mindre trygga jobb. Under våren 2018 skrev han också artiklar där han tog upp liknande teman som i boken, att jobben försvinner, det finns stora sociala problem och att basinkomst behöver införas osv. 
Boken och artiklarna kring började gradvis att Andrew Yang känd, åtminstone inom vissa kretsar. Det som gjorde honom känd för en bredare allmänhet under 2018 och 2019, förutom deltagandet i presidentvalsdebatterna, var dock snarare hans medverkan i olika populära poddar. I synnerhet den två timmar långa intervjun på Joe Rogans välbesökta podd
. Den intervjun sågs av miljontals människor och därefter blev det ett rejält uppsving på kampanjbidragen. I de olika poddarna och i övriga tal och intervjuer, regelmässigt publicerade på Youtube, har Andrew Yang berättat om sitt främsta förslag, The Freedom Dividend, en basinkomst på 1000 dollar per månad till alla amerikaner över 18 år. Denna basinkomst är enligt Andrew Yang och hans kampanj av utomordentligt stor vikt och betydelse just nu på grund av omvälvningen i samhället med den pågående automatiseringen. Basinkomsten är även en del av det han benämner som "Human Capitalism". En ny sorts kapitalism som inte ska ha ekonomisk tillväxt som överordnat intresse utan  människan och mänskligheten. 
Andrew Yangs presidentvalskampanj har beskrivits som policyinriktad, det vill säga inriktad på de politiska reformer som han förespråkar, och har av Reuters även beskrivits som teknokratisk. Madeline Osburn, som skriver för konservativa "The Federalist", menar dock att flera av förslagen visar på en tendens att försöka ge staten i uppgift att fixa mycket som snarare bör fixas av marknaden eller civilsamhället. Justin Caffier, som skriver för "Vice", har å sin sida rankat 76 av Yangs politiska förslag från "regular" (vanliga) till "genuinely weird, science fiction-shit" (skogstokiga). Till den sistnämnda kategorin räknar han idén om så kallad time banking och American Mall Act, idén att något måste göras åt alla affärscentrum som blir tomma när folk istället handlar på internet via Amazon.
Yang är liksom övriga Demokratiska presidentkandidater i primärvalet 2020 kritisk till president Donald Trump. Dock har Yang framhållit att Donald Trump snarare bör ses som ett symptom på djupare problem och utmaningar i det amerikanska samhället, vilka har med automatiseringen och övergången till den fjärde industriella revolutionen att göra. Yang menar även att en huvudorsak till att Donald Trump vann presidentvalet 2016 var att automatiseringen medförde att många jobb försvann. Och att Trump gjorde bra resultat i just de delstater där jobbförlusterna på grund av automatiseringen varit som störst. Han har uppmärksammats som en "asiatisk" presidentkandidat eftersom hans föräldrar invandrade till USA från Taiwan.. I anslutning till sin asiatiska familjebakgrund, som han har skämtat om eller slagit mynt av själv, stundtals på ett sätt som väckt kritik, har han även sagt att folk nog bryr sig mer om hans politiska förslag än om hans härstamning. Men att han oavsett det hoppas kunna inspirera fler med asiatisk bakgrund att engagera sig politiskt.
 Ett vanligt avslut på Andrew Yangs offentliga framträdanden under presidentvalskampanjen har varit att han är bäst lämpad att för Demokraternas räkning möta Donald Trump i den slutliga kampen om presidentskapet eftersom "The opposite of Donald Trump is an Asian man who likes math." (svenska: "Motsatsen till Donald Trump är en asiatisk man som gillar matematik.") 

### Kampanjslogans
- Humanity First.[40]

- MATH, vilket är en akronym för "Make America Think Harder".

- Its not left. Not right. Its forward.

### Huvudpersoner i presidentvalskampanjen
Federala teamet: 
- Zach Graumann, kampanjgeneral[41]
- Randy Jones, pressekreterare[41]
- Madalin Sammons, kommunikationsdirektör[41]
- Zach Fang, nationell samordnare[41]

Delstatliga team: 
- Rob Bingham, kampanjsamordnare för Iowa[41]
- Khrystina Snell, kampanjsamordnare för New Hampshire[41]
- Jermaine Johnson Sr., kampanjsamordnare för South Carolina[41]

### Politiska förslag
Andrew Yangs kampanjsida omfattar mer än 160 politiska reformer,. Däribland följande: 

#### Ekonomiska reformer
Yangs huvudförslag är att tillhandahålla 1 000 dollar per månad (12 000 dollar per år) till varje vuxen medborgare. De medborgare som idag mottar bidrag och lever på det, skulle dock i modellen behöva välja mellan sina nuvarande statliga förmåner eller basinkomsten. De bidrag och förmåner som individer skulle behöva avstå från för att få del av basinkomsten är: kompletterande näringshjälpsprogram (SNAP), tillfälligt stöd för behövande familjer (TANF), kompletterande säkerhetsinkomst (SSI) och SNAP för kvinnor, spädbarn och barnprogram (WIC).
För att täcka kostnaden föreslår Yang i huvudsak följande reformer:
• En moms på 10 procent
• En skatt på finansiella transaktioner
• Beskattning av  kapitalvinster 
• Förändring av socialförsäkringsskatten 
• En koldioxidavgift på 40 dollar per ton kol.

#### Fler och bättre samhällsindikatorer än endast BNP och formell arbetslöshet
En central del av Andrew Yangs retorik kring ekonomin handlar också om att han är kritisk till BNP som mått på hur det är ställt med ekonomin och samhället över lag. Han är också kritisk till det mest använda arbetslöshetsmåttet. Istället för dessa eller som komplement vill han lyfta fram andra indikatorer såsom:
- Medianinkomst och levnadsstandard

- Kvalitén på infrastruktur

- Human Capital Development

- Tillgången till utbildning

- Barnadödlighet

- Miljötillståndet, liksom även havsnivåns höjning

- Genomsnittlig fysisk kondition och mental hälsa

- Engagemang i betalt men även obetalt arbete

- Cybersäkerhet

- I vilken grad människor över lag känner sig optimistiska

- Andel äldre i kvalitetsvård

- Återanpassning av människor som suttit i fängelse

#### Infrastruktur
Andrew Yang föreslår nedskärningar av militärutgifterna med tio procent, omkring 60 miljarder dollar per år, och att dessa pengar istället skall gå till satsningar på infrastruktur. Han vill inrätta en ny organisation för detta, som på Yangs kampanjsida går vid namnet "Legion of Builders and Destroyers". Denna organisation skall ha som uppgift att se till att USA:s infrastruktur håller hög nivå, avseende allt från vägar och broar till dammar och stamnät för elektricitet. Enligt kampanjsidan ska denna organisation fokusera på investeringar av stort nationellt eller regionalt intresse och ha möjlighet att vid behov kringgå lokala bestämmelser.  

#### Hälsovård
Andrew Yang vill reformera hälsovårdssystemet i riktning mot det av Bernie Sanders och Elizabeth Warren förespråkade Medicare for All-förslaget. Men han vill i likhet med de flesta Demokratiska presidentkandidater utom just Sanders och Warren bevara de privata sjukvårdsförsäkringarna, eftersom han menar att de har en roll att fylla. I övrigt föreslår han:
- Sänkta kostnader för receptbelagda läkemedel. Detta bland annat genom att använda internationella referenspriser vilka företagen måste låta sig styras av. Men även att staten tillverkar mediciner och att import ska kunna ske om det är kostnadseffektivt.

- Investeringar i innovativ teknik, inte minst i telefonläkarsystemet (telehealth)

- Utökad vård på landsbygden

- Utökad mentalvård

- Minskad påverkan från lobbyister. Bland annat genom så kallade Democracy Dollars.

#### Skola och utbildning
- Krav på utbildningsanordnare, inte minst college, att sänka administrationskostnaderna.[50]

- Höjda lärarlöner[51]

- Ge möjlighet till nedskrivning av studieskulder, mot uppfyllandet av vissa motkrav. Däremot inte någon allmän nedskrivning i lika stor skala som föreslagits av Elizabeth Warren och Bernie Sanders. Dessas mer omfattande planer har  Yang tvärtom kritiserat. [52]

#### Miljö, klimat och energi
Andrew Yang ser klimatfrågan, den globala uppvärmningen, som en av mänsklighetens ödesfrågor och hans långsiktiga klimatplan, för 20 år framåt, anger investeringskostnader på omkring fem biljoner kronor. I likhet med övriga  presidentkandidater i det Demokratiska partiet förespråkar även Yang att USA åter skall binda upp sig för Parisavtalet och införa koldioxidskatt. 
Det finns också några miljöfrågor där Yang skiljer sig från vissa av de övriga presidentkandidaterna. Exempelvis att han är positiv till kärnkraft med toriumreaktorer och att han är öppen för geoingeering om övriga åtgärder mot den globala uppvärmningen inte räcker. Men också att han menar att det redan nu är dags att flytta människor från städer och områden som riskerar att drabbas av högre havsnivå.
Andrew Yang ser framför sig en snabb förändring inom transportsektorn, i synnerhet avseende att självstyrande fordon blir mer vanliga. Kopplat till det tror han också att det enskilda ägandet av bilar på sikt kommer att upphöra. I dess ställe tänker han sig en flotta av roterande elbilar.

#### Demokratiska reformer
- Införandet av så kallade "democracy dollars", genom vilket alla medborgare ska få 100 dollar per år att användas för att donera till politiska kandidater. Detta för att minska lobbyismens inflytande.[57][58]

- Sänkt federal rösträttsålder till 16 år.[59]

- Att låta valdagen bli en extra helgdag.[60]

- Inrättande av en "nyhets- och informationsombudsman" vid "Federal Communications Commission" för att motverka fake news.[61]

#### Utrikespolitik och militärpolitik
Andrew Yang vill att USA:s militär i ökad grad skall inriktas mot moderna hot, såsom cyberterrorism och kärnvapenhot. Han vill också förbättra förhållandena och omsorgen för krigsveteraner, efter att de kommit tillbaks till USA efter olika insatser. Yang har också föreslagit tre kriterier som alla måste vara uppfyllda för att militär intervention i andra länder ska kunna komma ifråga. Det första är att ett viktigt nationellt intresse står på spel. Eller att en humanitär katastrof kan undvikas. Det andra att de amerikanska trupperna måste få veta hur länge uppdraget ska pågå. Och för det tredje att USA inte ensidigt ska gå in med militär i något land eller område, utan att det ska samordnas med allierade länder. Dessutom menar Yang att det ska vara Kongressen som tar beslut om krigsinsatser, inte presidenten. Denna övergripande utrikespolitiska linje kallar han för Yang-doktrinen. 
Andrew Yang har utöver detta också gjort ett antal specifika uttalanden kring utrikespolitiska frågor, däribland:
- Att USA inte bör stödja den saudiledda militära interventionen i Jemen.[62]

- Att Israel är en mycket viktig allierad till USA. Yang menar också att den länge omdebatterade  tvåstatslösningen för Israel och Palestina är viktig och att förhandlingar om detta bör återupptas.[63] [64]

- Att Iran är en destabiliserande kraft i Mellanöstern[64] , men att han oavsett detta stöder den före detta presidenten Barack Obamas Iran nuclear deal.[65]

- Att Kinas regionala politik i den östasiatiska regionen, gentemot Hongkong och Taiwan, men också i det sydkinesiska havsområdet, är alltför aggressiv. Dessutom är han kritisk till Kinas behandling av den muslimska minoriteten Uigurerna.[66][67]

#### Migrationspolitik
Andrew Yang stöder "DREAM Act". Han stöder också den föreslagna reformen vid namn "Pathway to Citizenship for Undocumented Immigrants", som syftar till att underlätta för papperslösa i USA att få amerikanskt medborgarskap. 

#### AI, kryptovalutor och privatpersoners äganderätt till sin egen data
- Federal reglering av kryptovalutor, såsom bitcoin, och digitala tillgångar.

- En ny app som främjar så kallad time banking. Att människor kan hjälpa varandra i vardagen genom att byta tjänster och liknande.[68]

- Ett nytt departement med fokus på teknologins utveckling i allmänhet och artificiell intelligens i synnerhet.

- Ny lagstiftning gällande data om privatpersoner. Istället för att de insamlande företagen skall äga dessa data, såsom Google, bör denna data ägas av privatpersonerna själva.[69]

#### Vapenkontroll
Andrew Yang vill se ett federalt system med bakgrundscheck av de personer som köper vapen. Han föreslår också investeringar i  innovativ teknik som försvårar för utomstående, personer som inte äger vapnen ifråga, att bruka dem. 

#### Övriga reformer
- Att Vita huset bör anställa en psykolog för presidentens räkning.[60]

### Första debatten
Andrew Yang fick endast två frågor i den första  primärvalsdebatten i Miami den 27 juni.. 
Den första frågan handlade om hur han tänkte sig att finansiera sin Freedom Dividend, på vilket han inledde med att säga att det är svårt så länge företag som Amazon inte betalar någon skatt. Han framhöll också sin idé om amerikansk VAT (moms), att basinkomst leder till en friskare befolkning och minskar olika kostnader samt att reformen behövs på grund av automatiseringen. Den andra frågan handlade om Yangs syn på Kina, på vilket han svarade att Kina visserligen bör kritiseras, men att handelskrig inte är rätt väg för denna kritik. 
Taltiden för Andrew Yang i denna premiär blev mycket kort, endast två minuter och 56 sekunder. Det var den kortaste taltiden av alla kandidater.

### Andra debatten
Under den andra debatten i Detroit den 31 juli 2019 fick Yang möjlighet att svara på frågor om medborgerliga rättigheter, hälsovård, migration, miljö- och klimat, ekonomi och partistrategi.
I ett debattskifte mellan framförallt Jay Inslee och Joe Biden, gällande deras respektive klimatplaner fick Yang komma in med en  kommentar. I vilken han menade att allt bör göras för att mildra den globala uppvärmningen. Men att det inte räcker utan att människor också behöver flytta från de riskfyllda områden nära havsnivån. 
Andrew Yang kommenterade och kritiserade också medias fokus på att han inte använt någon slips i den första debatten. Detta istället för att fokusera på stora frågor som automatiseringen och välfärdspolitiken. 
"You know what the talking heads couldn't stop talking about after the last debate? It's not the fact that I'm somehow number four on the stage in national polling. It was the fact that I wasn't wearing a tie...

... If you care more about your family and your kids more than my neckwear, enter your zip code at yang2020.com and see what a thousand dollars would mean to your community! I have done the math. It's not left, it's not right, it's forward..."

### Tredje debatten
Den tredje debatten arrangerades i Houston den 12 september 2019. I sitt öppningsanförande gjorde Yang ett oväntat utspel då han lovade att ge en Freedom Dividend, en basinkomst, på 1000 dollar per månad under ett år till tio amerikanska familjer. Utspelet blev omdiskuterat, bland annat ifråga om det över huvud taget var lagligt. Enligt Deborah Hellman, juridikprofessor specialiserad på kampanjer och dess juridik, menade dock i en intervju för CBS News att erbjudandet torde vara lagligt. Eftersom det inte explicit eller implicit bad om något i gengäld. Inom en vecka hade en halv miljon personer ansökt om denna gratispeng och kampanjen hade fått många nya besökare till hemsidan. 
Total taltid för Yang under debatten blev sju minuter och 54 sekunder, vilket åter var den kortaste taltiden av alla kandidater.

### Fjärde debatten
Den fjärde debatten anordnades i Westerville, Ohio den 15 oktober 2019.
Ett politiskt förslag som Andrew Yang tog upp i denna debatt var avkriminalisering av opioider. Presidentkandidaten Beto O'Rourke, som också deltog i debatten, höll med Yang om detta, att opioider bör legaliseras. Yang fick också lite medhåll för sin idé med Freedom Dividend från Julian Castro och Tulsi Gabbard. Castro sa även att han är öppen för någon form av pilotförsök med basinkomst. Cory Booker menade dock att en minimilön på femton dollar i timmen vore bättre och mer realistiskt än basinkomst.

### Femte debatten
Andrew Yang var även kvalificerad till den femte debatten, tillsammans med nio andra presidentkandidater. Debatten hölls i Atlanta den 20 november 2019 och Yang tog upp ämnen som artificiell intelligens, utrikespolitik och betald föräldraledighet. En av frågorna han fick handlade också terroristattacker mot USA och andra stora katastrofer för landet, på vilket han svarade att de verkliga hoten under detta århundrade är sådant som klimatförändringar, artificiell intelligens, nukleärt material utom kontroll, militära drönare och icke-statliga aktörer. Yang menade också att USA ligger kraftigt efter Kina avseende den tekniska utvecklingen inom AI-området. En annan av de frågor han fick var vad han skulle säga till Rysslands president Vladimir Putin i sitt första telefonsamtal med honom om han blev president. På det svarade han: "Firstly I would say: I'm sorry I beat your guy". Han svarade också att han skulle säga att USA kommer att leva upp till sina internationella åtaganden, inklusive NATO. Han nämnde också att han vill införa en ny internationell dataorganisation. Yangs talartid i debatten var endast sex minuter och 43 sekunder. Han blev därmed åter den presidentkandidat med kortast taltid.

### Sjätte debatten
Andrew Yang var en av sju presidentkandidater som deltog i den sjätte debatten, som hölls den 19 december i Los Angeles, Kalifornien. Detta efter att ha klarat kvalgränsen för antalet donationer den 15 augusti och den tionde december klarat gränsen för nödvändiga resultat i opinionsundersökningar. De övriga som klarat kvalifikationerna och som deltog i debatten var Joe Biden, Elizabeth Warren, Bernie Sanders, Pete Buttigieg, Amy Klobuchar och Tom Steyer. Debatten inleddes med att deltagarna fick svara på hur de ställde sig till det faktum att den sittande presidenten, Donald Trump, nyligen ställts inför riksrätt. Yangs syn på det var att fokus borde ligga på annat, inte minst på omställningen av samhället under trycket av automatiseringen. Men att han ändå stöder riksrättsprocesen. Gällande miljö, klimat och energi tog Yang exempelvis upp kärnkraft med toriumreaktorer, något han stöder utvecklingen av. Yang sa också att städer som ligger lågt kan behöva flyttas för att undvika katastrof, då havet stiger på grund av global uppvärmning. Han nämnde också åter sina huvudförslag såsom Freedom Dividend och Democracy dollars. På en fråga om underrepresentationen av kvinnor på höga politiska poster svarade Yang följande: 
"If you get too many men alone and leave us alone for a while, we kind of become morons."
Enligt Washington Post var Joe Biden debattens vinnare. Andra politiska reportrar, såsom Chris Cillizza vid CNN, såg Yang som en av debattens vinnare. Yang var också den av presidentkandidaterna som fick flest nya följare på twitter i samband med den sjätte debatten.

### Sjunde debatten
Den sjunde debatten med CNN och Des Moines Register som värdar ägde rum vid Drake University i Des Moines, Iowa, den 14 januari 2020. Andrew Yang lyckades inte kvalificera sig för denna debatt efter att kriterierna för deltagande höjts ytterligare. Däremot fick Yangs kampanjteam en förstärkning samma vecka genom Grammy-belönade ståuppkomikern Dave Chapelle. Chapelle sa att han var "Yang Gang" och att han skulle promota Yang med två shower i South Carolina 28 och 29 januari 2020.

### Caucusen i Iowa den 3 februari

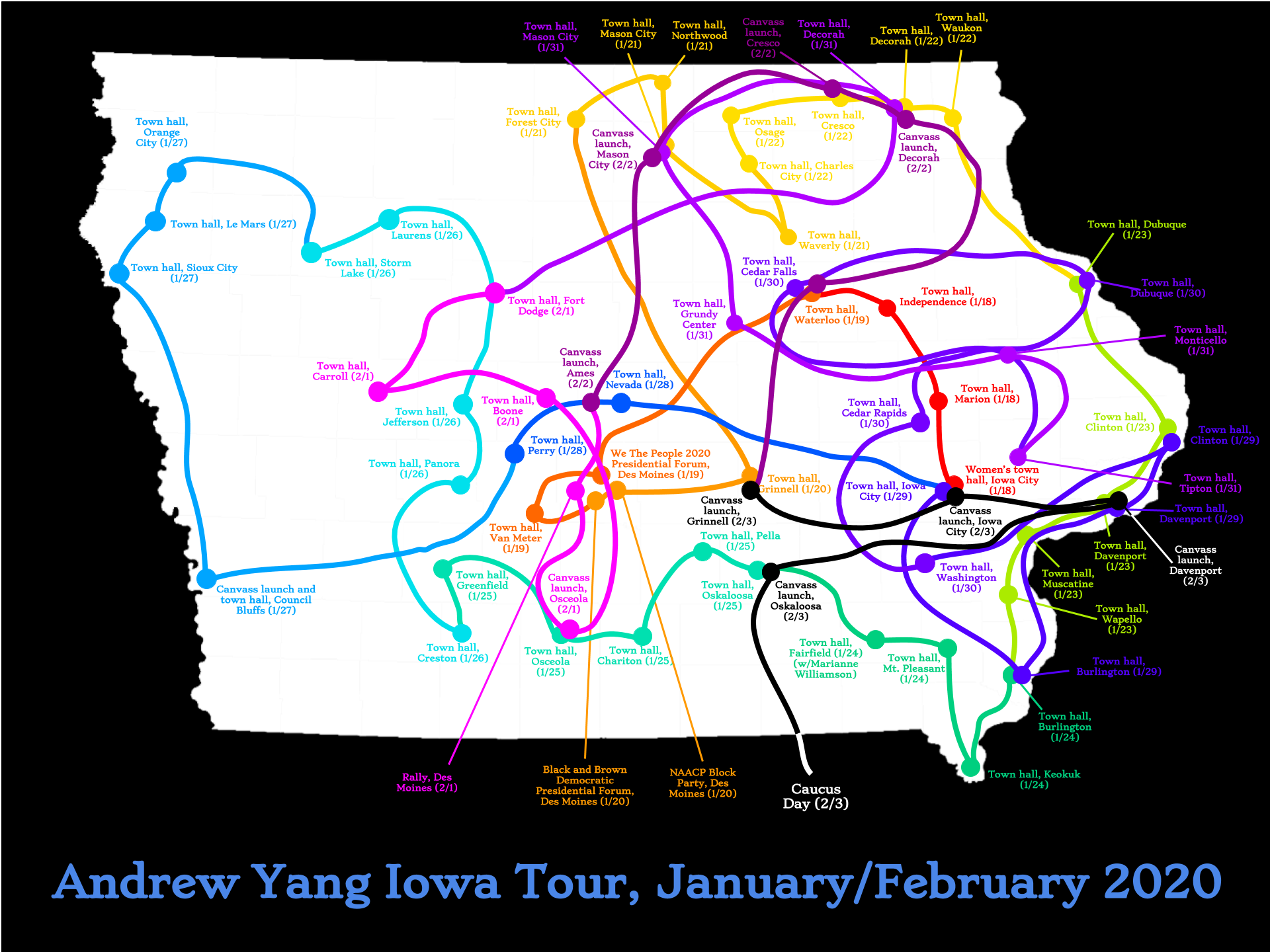
Andrew Yang tillbringade 17 dagar i Iowa före caucusen den 3 februari 2020. Kartan visar Yangs schema för dessa veckor, var Yang och hans team hållit tal, möten, sammankomster med mera. Bilden inkluderar inte TV-intervjuer.

Andrew Yang spenderade 17 dagar av sin presidentvalskampanj i Iowa inför caucusen den tredje februari 2020. Under den hektiska och intensiva valturnen besökte han alla större städer i delstaten och även flera mindre. Han gjorde också flera intervjuer. Dessutom gjorde han ett inlägg i den amerikanska vapendebatten strax före caucusen då han kritiserade automatvapen och efterlyste ett internationellt förbud för dessa.. 
Caucusen som sådan genomfördes därefter traditionsenligt i skolor och andra offentliga lokaler runt om i delstaten och bestod av två omgångar. Dels en första omgång där caucus-deltagarna fick ställa sig i olika delar av lokalen beroende på vilken kandidat de ville visa stöd för. Och sen en andra omgång där deltagarna endast fick välja mellan de kandidater som fick flest röster i omgång ett. Yang fick fem procent i första omgången men endast drygt en procent i andra omgången, mycket beroende på att det krävdes minst 15 procent av rösterna för att gå vidare till omgång två, räknat på varje vallokal för sig. Vann gjorde istället Pete Buttigieg och Bernie Sanders som båda hade över 20 procent i den första omgången och omkring 25 procent i andra omgången. 
| Kandidat         | Första omgången (%) | Andra omgången (%) | Nationella delegater |
| ---------------- | ------------------- | ------------------ | -------------------- |
| Pete Buttigieg   | 21.3                | 25.0               | 14                   |
| Bernie Sanders   | 24.4                | 26.5               | 12                   |
| Elizabeth Warren | 18.6                | 20.3               | 8                    |
| Joe Biden        | 14.9                | 13.7               | 6                    |
| Amy Klobuchar    | 12.7                | 12.2               | 1                    |
| Andrew Yang      | 5.0                 | 1.0                | 0                    |
| Tom Steyer       | 1.7                 | 0.2                | 0                    |

Caucusen genomfördes på kvällen den tredje februari, men ett helt dygn senare hade de slutgiltiga siffrorna ännu inte kommit. Detta på grund av problem med den nya caucus-app som användes för inrapportering. Kritiken mot detta blev stor på flera håll och Andrew Yang stämde också in i kritiken. Han menade att det framöver blir svårare att övertyga amerikaner att lita på stora system som sköts av regeringen, om inte rösträkningen kan ske snabbt, tydligt, transparent och tillförlitligt.

### Åttonde debatten
Den åttonde debatten, i Manchester, New Hampshire den sjunde februari 2020, hade sju presidentkandidater på scenen. Däribland Andrew Yang som kvalificerat sig efter att ha uppnått fem procent och sju procent i två  nyliga opinionsmätningar. Inför debatten tillbringade Andrew Yang några dagars kampanjande i delstaten. Bland annat deltog han i en "townhall", anordnad av CNN. Tillsammans med Tom Steyer kritiserade Yang under denna "townhall" Pete Buttigieg, som var den som tillsammans med Bernie Sanders lyckades bäst i Iowa några dagar tidigare. Yang menade att Buttigiegs idé om att skrota elektorskollegiet är feltänkt. Inte minst eftersom det enligt Yang skulle medföra att politiska kampanjer då skulle undvika landsbygden i högre grad. Totalt såg över en miljon människor sändningen av Yangs "New Hampshire townhall", med Elizabeth Warren på andra plats och Joe Biden på tredje plats, avseende antal tittare. I själva debatten fokuserade Yang åter på sitt huvudförslag, The Freedom Dividend, och att denna reform behövs för att kontra effekterna av den tekniska utvecklingen som gör många människor arbetslösa. När de övriga på scenen kritiserade Donald Trump var Yangs inspel att det inte är Trump personligen som är orsaken till USA:s problem, utan att han snarare är ett symptom på en sjukdom som byggts upp i det amerikanska samhället under decennier. Yang menade också, apropå riksrätten mot Trump, att det vore fel väg att gå att fängsla före detta presidenter. Att det är något som utvecklingsländer gör, men som är en destruktiv väg som USA bör hålla sig borta från. Totalt fick Yang tre frågor och taltiden blev sju minuter och 41 sekunder.

### Primärvalet i New Hampshire
Primärvalet i New Hampshire den 11 februari 2020 blev inte lyckat för Andrew Yangs del. Han noterades för 2,8 procent och redan innan alla röster räknats färdigt så meddelade han att han härmed avslutar sin presidentvalskampanj. Andrew Yangs kampanjteam hade några dagar tidigare meddelat att detta skulle kunna bli fallet om Yang inte hamnade bland de fyra första i detta primärval. I samband med avhoppet meddelade Andrew Yang också att han kommer att stödja Demokraternas presidentkandidat oavsett vem det än blir. Men att han i första hand stödjer den kandidat som har basinkomst på programmet. 
Dagen efter beskedet att Yang lägger ned sin presidentvalskampanj la Bernie Sanders ut ett inlägg på sitt Facebookkonto där han tackade Andrew Yang för hans utmärkta presidentvalskampanj och för hans arbete med att locka in fler människor till den politiska processen. Flera av Bernie Sanders fans tog också snabbt chansen att via Twitter och Facebook försöka locka över Yangs supportrar till Sanders kampanj. Författaren och vänsterdebattören Naomi Klein skrev apropå avhoppet att "Yang tvingat fram en nationell diskussion om basinkomst och BNP som mått på ekonomisk hälsa. Det är stora idéer som vi måste fortsätta att diskutera. Detta var ett stort bidrag."
Vid sidan om Andrew Yang avslutade även Michel Bennett och Dave Patrick sina presidentvalskampanj i samband med primärvalet i New Hampshire. Båda dessa fick långt under en procent. Vinnare av primärvalet blev Bernie Sanders knappt före Pete Buttigieg och med Amy Klobuchar på tredje plats.
| Kandidat         | Röster (antal) | Röster (%) | Nationella delegater |
| ---------------- | -------------- | ---------- | -------------------- |
| Bernie Sanders   | 76 355         | 25.6       | 9                    |
| Pete Buttigieg   | 72 445         | 24.3       | 9                    |
| Amy Klobuchar    | 58 774         | 19.7       | 6                    |
| Elizabeth Warren | 27 428         | 9.2        | 0                    |
| Joe Biden        | 24 911         | 8.3        | 0                    |
| Tom Steyer       | 10 694         | 3.6        | 0                    |
| Tulsi Gabbard    | 9 745          | 3.3        | 0                    |
| Andrew Yang      | 8 312          | 2.8        | 0                    |

### Nionde debatten: Yang är tillbaka, men jobbar nu för CNN
Andrew Yang kom oväntat tillbaka redan i den nionde debatten, den 19 februari i Las Vegas, Nevada. Men nu i en helt annan roll. Nämligen att för CNN:s räkning vara med och kommentera presidentvalsdebatten. I en kommentar på twitter i samband med offentliggörandet, skrev Yang: "I’m excited to join CNN to help shed light on the election and the candidates’ experiences." (det vill säga att han är glad att för CNN:s räkning vara med och sprida ljus över valet och kandidaterna). Efter debatten analyserade en panel av politiska kommentatorer från CNN hur debatten gick. Panelen bestod av Chris Cuomo, Gloria Borger, Dana Bash, Van Jones, Jess McIntosh, Terry McAuliffe samt Andrew Yang. Yang bidrog först genom att framhålla att Michael Bloomberg, som för första gången deltog i en presidentvalsdebatt, inte verkade tillräckligt förberedd och coachad. Och att det därför inte gick bra för honom. Panelen var eniga i detta, att det inte gick bra för Bloomberg, att kritiken från inte minst Elizabeth Warren tog hårt. Men sen kom Yang också själv med en häpnadsväckande kritik mot Bloomberg, genom att han hävdade att denne ringt upp stora donatorer och uttryckligen bett dem att inte donera något till någon. Detta i syfte att svälta ut de övriga kandidaterna på kampanjpengar och därigenom underlätta för honom själv, som miljardär, att bli Demokraternas presidentkandidat. När Yang uttryckt detta, att Bloomberg ringt donatorer i detta syfte, bad CNN-reportern Dana Bash honom att upprepa vad han nyss sa, om han verkligen menade att Bloomberg ringer donatorer för att be dem att inte donera. På vilket Yang svarade jakande. På en uppföljande fråga av reportern Cris Cuomo svarade han också att han hört detta från en stor donator, en donator som donerat till Yang själv men också donerar regelbundet till flera andra presidentkandidater. Och att denne donator menar att Bloomberg har haft telefonsamtal av den typen..

### Supporters och media

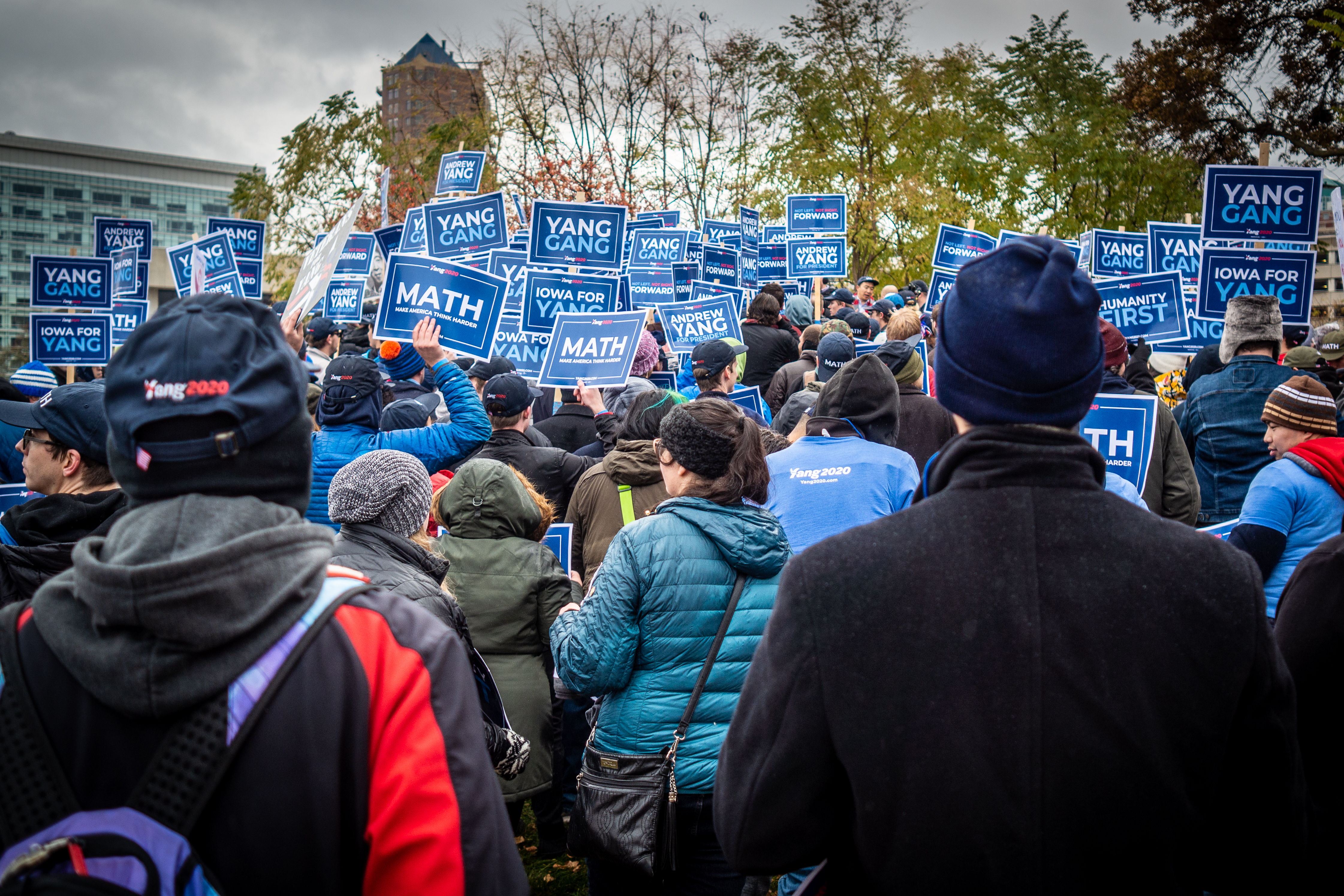
Yang-supporters i Des Moines, Iowa i samband med presidentvalskampanjen.

Yangs kampanjteam liksom supporters har kritiserat media, såsom MSNBC och CNN, för bristfällig rapportering om Andrew Yang och hans kampanj. Den 29 augusti 2019 fick de som exempel hashtagen #YangMediaBlackout att trenda på Twitter. Detta efter att CNN visat en bild från en nylig opinionsundersökning där Yang var utlämnad från bilden trots att han låg högre i opinionen än vissa som de tog med.

### Donationer

#### 2019
- Under det första kvartalet 2019 fick Yangs kampanjteam in 1,7 miljoner dollar. [107] Det var också under denna tid som Yangs kampanjteam fick sin första donation från en miljardär, medgrundaren av twitter Jack Dorsey.[108]

- Det andra kvartalet uppgick donationerna till 2,8 miljoner dollar.[109]

- Under det tredje kvartalet ökade donationerna kraftigt, till omkring 10 miljoner dollar.[110] Till en liten del beroende på att tre nya miljardärer donerade, men övervägande på grund av många nya små donationer. De miljardärer som bidrog i augusti var affärscentrumsutvecklaren Herb Simon, Silicon Valley-entreprenören Ken Xie samt Elizabeth Johnson, hästägare och delägare i  Fidelity.[111]

- Under det fjärde kvartalet 2019 fick Yangs kampanj in 16,5 miljoner dollar. Betydligt mindre än de 34,5 miljoner dollar som Bernie Sanders kampanj samlade in under samma period, men ändå en överraskande stor summa.[112]

Totalt under 2019 fick Yangs kampanjteam donationer från omkring 400 000 personer, av vilka 75 procent hade bidragit med 200 dollar eller mindre per person.

### Tal och intervjuer

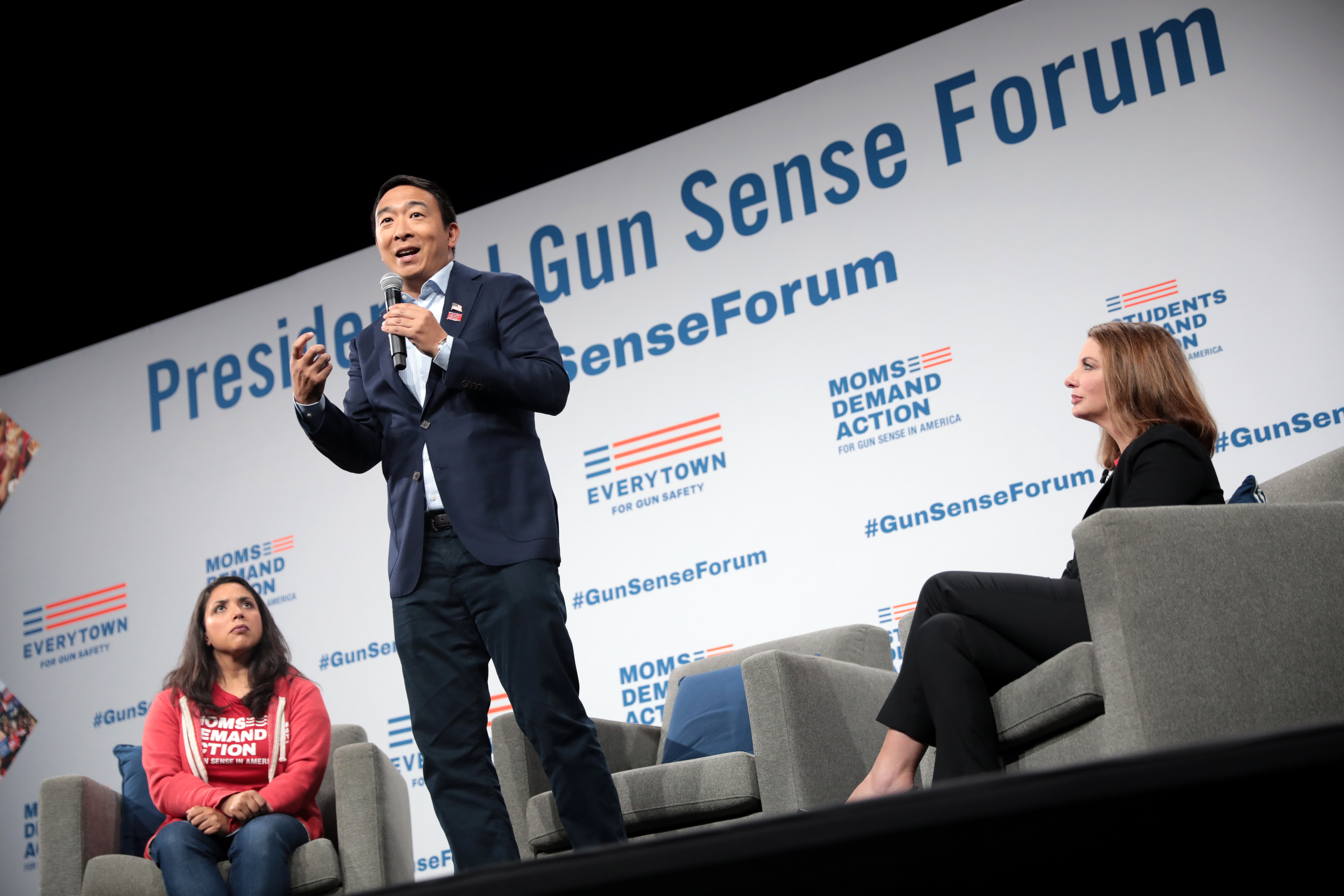
Andrew Yang håller ett tal vid "Presidential Gun Sense Forum" den 10 augusti 2019, Iowa Events Center, Des Moines, Iowa.

I samband med presidentvalskampanjen har Andrew Yang hållit många tal och gjort många intervjuer.  Däribland för Washington Post, Wall Street Journal, CNN, CNBC, Fox News Radio, Time,, The Wall Street Journal,.

### Stöd för presidentvalskampanjen

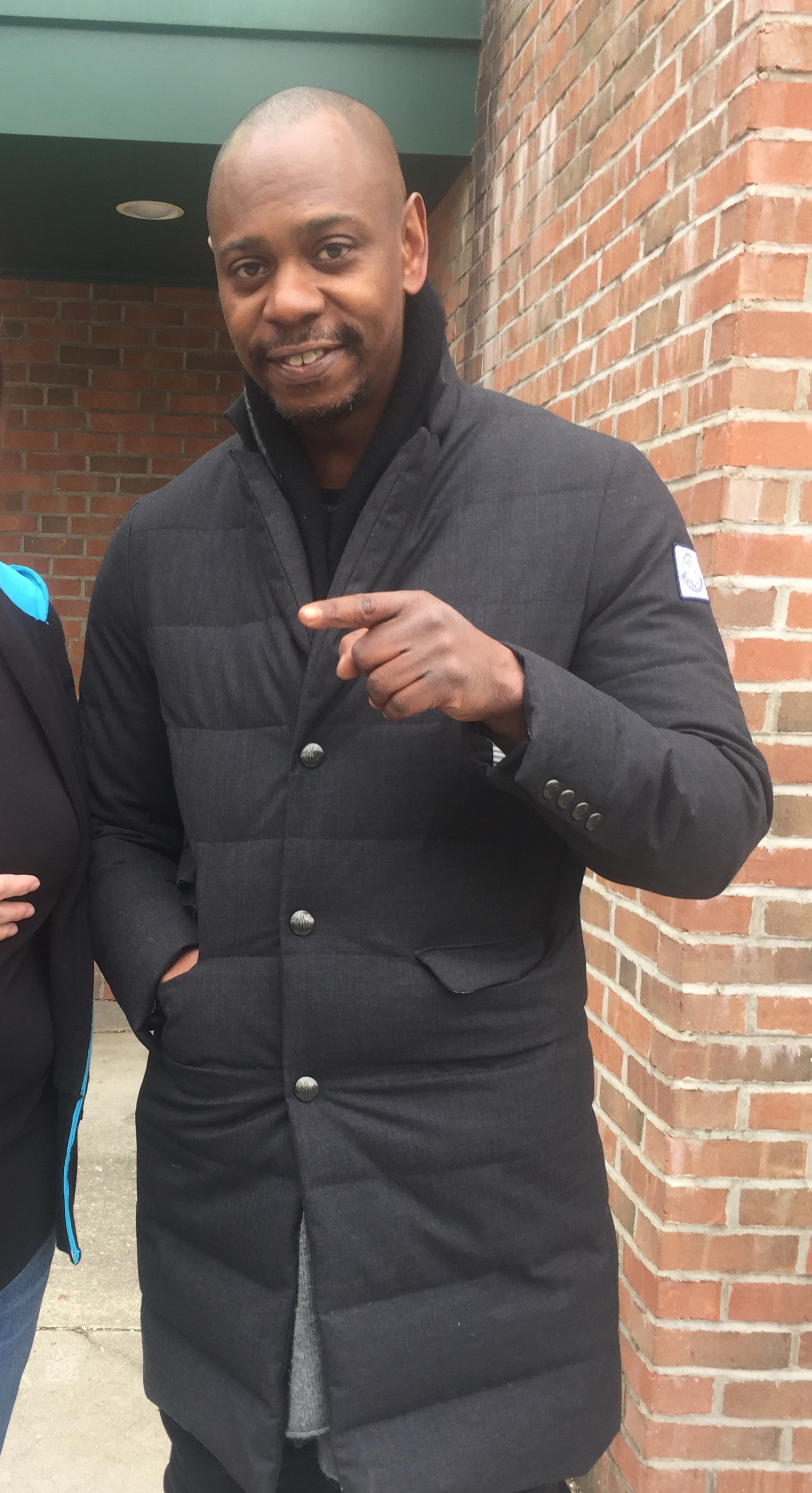
Ett flertal komiker stödde Andrew Yangs presidentvalskampanj, däribland Hannibal Burress, Norm MacDonald, Ken Jeong och Tommy Chong. Samt inte minst Dave Chapelle, på bild.

Andrew Yang har fått stöd och donationer från ett flertal kända personer inom näringsliv, kultur, film och sport med mera. Bland annat följande:

#### Politiker
Steve Marchand, Evan Low, och Mike Honda

#### Kulturpersonligheter (musiker, skådespelare, komiker, författare med mera)
Dave Chapelle, Nicolas Cage, Noah Centineo, Ryan Higa, Rivers Cuomo, Tommy Chong,, Casey Neistat,, Greg Ellis,  Simu Liu, Kirsten Lepore, China Mac, Hannibal Buress , James Gunn, Bobby Kim,

#### Sportspersoner
Dominique Wilkins, Antonio Bryant, Chris Jericho, Marcellus Wiley, Dominique Wilkins

#### Personer från näringslivet
Jack Dorsey, Elon Musk, Sam Altman, Tony Hsieh, James Monsees, Alexis Ohanian.

#### Akademiker
Peter Boghossian (filosof), Christina Hoff Sommers (filosof)

#### Övriga
David Kim, Teresa Keng,, MC Jin,, Tony Hsieh, James Felton Keith, Eliot Horowitz, Ethan Klein,, Stephen Sean Ford,, Marcellus Wiley,, Joe Wong, Daniel Negreanu, Faraz Jaka, Andy Stern,, Eugene Gu, Adam22, och Lloyd Ahlquist.

### Opinionsmätningar
Andrew Yang låg under fem procent i de flesta opinionsmätningar under 2018 och 2019. Vilket kan jämföras med Joe Biden, Bernie Sanders och Elizabeth Warren som oftast låg på 15–25 procent. I slutet av 2019 och början av 2020 kom Yang dock över fem procent i flera nationella mätningar. Däribland en nationell mätning av Emerson den 22 januari 2020 där Andrew Yang noterades på åtta procent. I den mätningen låg han dessutom på fjärde plats, vilket inte hänt tidigare. I likhet med Bernie Sanders har Andrew Yang en stor del av sin väljarbas bland de yngre. En annan grupp där han har stort stöd är amerika-asiaterna, dvs amerikaner med familjebakgrund från Asien. Enligt en opinionsundersökning från december 2019 av Morning Consult så stöder 19 procent ur den gruppen Andrew Yang. Även mätningar rörande attityden till basinkomst, Andrew Yangs huvudpolicy, har genomförts. Däribland mätningar som indikerar att flertalet äldre och personer med hög inkomst är emot basinkomst medan däremot flertalet unga personer och personer med låga inkomster är positiva till basinkomst. 

### Kritik, ris och ros, av Andrew Yangs politik

#### Röster om "The freedom dividend"
Andrew Yang tänker sig att basinkomstreformen kommer att medföra en högst betydlig ekonomisk tillväxt, något som också är inräknat i finansieringsplanen. En källa för det antagandet är Roosevelt-studien "Modeling the Macroeconomic Effects of a Universal Basic Income". Detta har dock gett upphov till kritik eftersom Yang inte finansierar sin Freedom Dividend på samma sätt som författarna till rapporten har räknat på. Kritiken handlar om att Yang därför kraftigt överskattar den ekonomiska tillväxten under en Freedom Dividend-ekonomi. Max Ghenis, basinkomstforskare vid UBI Center, gör också bedömningen att Andrew Yangs Freedom Dividend är kraftigt underfinansierad. För att ekvationen ska gå ihop krävs en massiv ökning av statsskulden som han ser det. Dock menar Ghenis att en lägre basinkomst, på runt 500 dollar istället för 1000 dollar, är fullt realistisk.  Andy Laperriere, chef vid investeringsföretaget Cornerstone Macro, gör en liknande bedömning. Laperriere menar att reformen visserligen kan ge fördelar, utifrån att automatiseringen ställer krav på reformer, men att en reform av det slag som Andrew Yang förespråkar också är väldigt kostsamt.
American Enterprise Institute har som respons på Andrew Yangs Freedom Dividend-modell gjort en egen beräkning på en, vad de menar, är en budgetneutral basinkomst. Nivån i deras modell är 1320 dollar per månad, för vuxna medborgare och före skatt, mot att de flesta bidrag och många avdrag slopas. Den modellen gynnar de flesta, menar de, utom personer med låga respektive höga inkomster.
Ekonomen Paul Kruger är emot basinkomst över lag, eftersom han ser det som alltför kostsamt och politiskt omöjligt. Istället vill han ha selektiva system som riktas mot fattiga och folk i behov Han menar även att Andrew Yang har fel i sin tes om att den teknologiska utvecklingen med automatisering och robotisering massivt kommer att minska antalet jobb. För New York Times skrev Kruger: "Yang has based his whole campaign on the premise that automation is destroying jobs en masse and that the answer is to give everyone a stipend — one that would fall far short of what decent jobs pay. As far as I can tell, he’s offering an inadequate solution to an imaginary problem, which is in a way kind of impressive."
Alexandria Ocasio-Cortez, Demokraterna, har å sin sida kritiserat Andrew Yangs version av basinkomst för att vara regressiv, det vill säga att reformen skulle kunna leda till ökade klyftor, snarare än motsatsen. Vid en intervju strax därpå i den konservativa TV-kanalen Fox News gjorde Yang följande kommentar kring detta: "I haven’t sat down with Alexandria. It could just be politics. I’m very optimistic that if she understood the Freedom Dividend, she’d be excited about it," Scott Santens, basinkomstaktivist, var en av dem som ryckte ut till försvar av Andrew Yang efter kritiken från Ocasio-Cortez. Enligt Santens är Yangs basinkomstcentrerade politik den klart mest progressiva av alla presidentkandidater. Santens försvarar även konstruktionen att vissa som idag går på bidrag får välja mellan basinkomst och att ha kvar dessa bidrag.
Sara Luterman, fristående journalist, har kritiserat Andrew Yangs politiska plattform för att vara tunn och svårförståelig avseende vad den konkret innebär för personer med handikapp och funktionsvariationer. Hon framhåller, som exempel, att det på ytan kan tyckas som om det är bättre för personer som idag mottar stöd från SSI (Supplemental Security Income), vars högsta nivå idag är 771 dollar per månad, att istället välja en Freedom Dividend på 1000 dollar. Men idag får många på SSI också stora bidrag via Medicaid, och det är oklart om de även kommer att få tillgång till detta i Andrew Yangs plan.
Andrew Yangs idé om att låta basinkomsten till stor del finansieras med införandet av amerikansk moms, närmare bestämt på nivån tio procent, är något som flera debattörer intresserat sig särskilt för. Vissa ser moms och konsumtionsskatter som en lämplig och bra finansieringsmetod, däribland ekonomen William G. Gale som likt Andrew Yang föreslår en moms på tio procent ihop med basinkomst.  Alexandria Ocasio-Cortez och andra menar tvärtom att moms drabbar fattiga mest och därför har en regressiv fördelningseffekt. Ekonomen Kyle Pomerleau menar å sin sida att momsen snarare borde ligga på omkring 22 procent samtidigt som nivån sänks från 1000 till 750 dollar per månad för att reformen ska vara fullt finansierad. Hon menar också att Andrew Yangs kampanjteam är orealistiska vad gäller ökad ekonomisk tillväxt och därmed ökade skatteintäkter på grund av Freedom Dividend-reformen. Jeff Spross, journalist, håller med Andrew Yang om de potentiellt stora fördelarna med basinkomst för folkhälsan och annat men menar att finansiering med moms (VAT) är fel väg eftersom det är en regressiv metod. Spross ser därför hellre en finansiering med inkomstskatt eller statlig underskottsfinansiering.

#### Övrig politik
Lisa Miller, psykolog och krönikör, menar att Andrew Yang och hans kampanj överbetonade att kvinnor är bra på omhändertagande och det framstår som att han menar att kvinnor snarare bör vara hemmafruar än vara ute på arbetsmarknaden. Hon tycker sig se detta i sättet som Andrew Yang lyfte fram sin fru Evelyn Yang, men också i en av Yang-kampanjens TV-annonser. Det som mer än något annat skulle ge frihet till familjer, enligt Miller, är inte basinkomst utan starkt subventionerad  barnomsorg. Andrew Yangs politik på det området är dock mycket tunn menar hon.
Andrew Yangs berättelser och siffror kring Amazon har faktagranskats av tidningen Gazettes redaktion. I den granskningen framhåller de att Andrew Yang och hans team visserligen har rätt i att e-handelsjätten Amazon knappt betalar någon skatt. Men också att det är en osäker faktagrund för flera av de siffror som Yang ofta nämner då han talar om Amazon. Däribland påståendet om hur många affärscentrum som läggs ned på grund av Amazon. Liksom även påståendet om hur stora företagsvärden som Amazon "suger upp" och vars vinster därefter inte kommer tillbaka till samhället eftersom Amazon inte betalar skatt.
Victoria Henretty, skribent på nättidningen Trinitonian, menar å sin sida att Andrew Yang inte är så progressiv som han vill låta påskina. I synnerhet är hon kritisk till hans migrationspolitik, och att det enligt Yangs plan skall ta 18 år att bli amerikansk medborgare. Det är alldeles för lång tid menar hon. 

## Utmärkelser

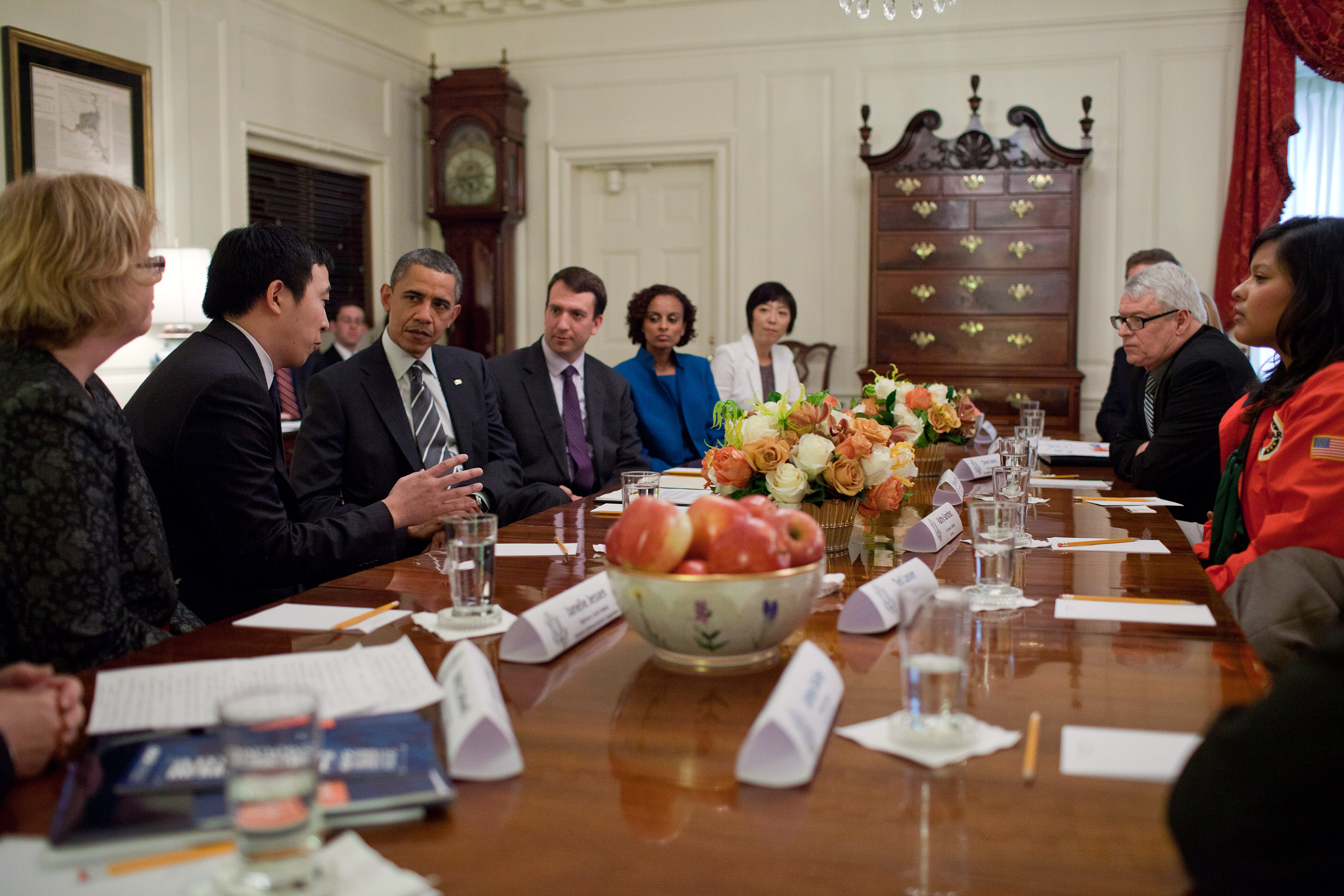
Yang i ett möte med Barack Obama, dåvarande president i USA, i Vita huset 2012.

År 2012 fick Yang utmärkelsen "Champion of Change" av Barack Obamas administration i Vita huset. 2015 tilldelades han "A Presidential Ambassador for Global Entrepreneurship (PAGE)" av Vita huset, en utmärkelse han delade med Daymond John, Brian Chesky, Steve Case, Tory Burch och flera andra. Yang har också uppmärksammats för sitt arbete med Venture for America. År 2012 nämndes han på plats 27 i magasinet Fast Company´s lista över de hundra mest kreativa personerna inom business. En lista som det året toppades av den kinesiske miljöaktivisten Ma Jun.

## Privatliv
Yang är gift med Evelyn Lu, numera Evelyn Yang, sedan år 2011 och paret har två söner. Den äldre av sönerna har en diagnos inom autismspektrat och har speciella behov, vilket Andrew Yang ofta framhöll under sin presidentvalskandidatur. Liksom att mycket viktigt arbete idag är oavlönat, där han specifikt ofta framhöll sin hustrus arbete med att ta hand om sonen med autism. Under senare delen av presidentvalskampanjen deltog Evelyn Yang i högre utsträckning, bland annat genom intervjuer och tal. Evelyn Yang fick också stor uppmärksamhet efter att hon via CNN berättat att hon blivit sexuellt utnyttjad av sin före detta gynekolog. Något hon enligt egen uppgift för CNN inte tidigare vågat berätta om offentligt.